# Cavite (thành phố)
Thành phố Cavite (Tagalog: Lungsod ng Kabite, Chavacano: Ciudad de Cavite) là một hạng 4 thành phố trong tỉnh của Cavite, Philippines.
Thành phố này là thủ phủ của tỉnh Cavite từ khi thành lập vào năm 1614 cho đến năm 1954, khi nó được chuyển đến thành phố Trece Martires mới được thành lập gần trung tâm của tỉnh. Nó bắt đầu khi thị trấn cảng Cavite Puerto nhỏ phát triển thịnh vượng trong thời kỳ đầu thuộc địa Tây Ban Nha khi nó trở thành cảng biển chính của Manila tổ chức tuyến thương mại Manila-Acapulco và cảng được sử dụng cho các tàu biển lớn và lớn khác. Sau đó, San Roque và La Caridad, hai thị trấn độc lập cũ của tỉnh Cavite . Sau đó đã được thêm vào để tạo thành một đô thị. Thành phố Cavite lớn hơn hiện nay bao gồm các cộng đồng của San Antonio (bao gồm Cañacao và Sangley Point), các quận phía nam của Santa Cruz và Dalahican, và các hòn đảo xa xôi của tỉnh, bao gồm cả đảo Corregidor.
1. ↑  Bản mẫu:DILG detail
2. ↑  "PSA Releases the 2021 City and Municipal Level Poverty Estimates". Philippine Statistics Authority. ngày 2 tháng 4 năm 2024. Truy cập ngày 28 tháng 4 năm 2024.
3. ↑  Bureau of Insular Affairs (1902). "", pg. 450. Government Printing Office, Washington.
4. ↑  De la Rosa, Joy (2007–09). "About Cavite City". Cavite City Library and Museum. Retrieved on 2014-10-19.